# Mucky Foot Productions
Mucky Foot Productions était une entreprise de développement de jeux vidéo fondée en 1997 par trois anciens membres de Bullfrog Productions. Malgré le relatif succès de ses deux premiers titres, la société ferme en laissant deux jeux au stade de projet: Bulletproof Monk pour PC, GameCube, PlayStation 2 et Xbox et Urban Chaos 2.

## Jeux développés
- Urban Chaos (1999)
- Startopia (2001)
- Blade 2: Bloodlust (2002)
- Bulletproof Monk (annulé en 2004)